# STS-40
إس تي إس-40 (بالإنجليزية: STS-40)‏ الرحلة الحادية والأربعون ضمن برنامج مكوك الفضاء لوكالة ناسا، والرحلة الثانية عشر على متن مكوك الفضاء كولومبيا، انطلقت الرحلة في 5 يونيو 1991 من مركز كينيدي للفضاء ، وهبطت بتاريخ 14 يونيو في قاعدة إدواردز الجوية بعد تسعة أيام مكثتها الرحلة في الفضاء، قامت وحدة مختبر الفضاء بإجرآء ابحاث جيولوجيه، بلغ عدد الرواد المشاركين في الرحلة سبعة رواد ضمت ثلاثة من الأناث للمرة الأولى.